# Свети Лука (крепост)
Крепостта „Свети Лука“ (на гръцки: Καστράκι Οσίου Λουκά) се намира на върха на хълма на който е разположен едноименния манастир "Свети Лука". В действителност в периметъра на мястото са съществували две уклепления – антично и средновековно. 
Античното се намирало на отсрещния хълм и било укрепление на древния Стирис (Στῖρις; Στείρις) във Фокида. След славянското заселване на Балканите по всяка вероятност древните поселища били изоставени и жителите им се преместили на хълма на днешния манастир, който предполагал по-добра видимост и самостоятелна защита. Преди или с основаването на манастира се наложило и укрепването му, поради което възникнала и средновековната крепост с кула от XI век. Крепостта служела в периода XI-XII век до преди франкократията.